# テスト・マーケティング
テスト・マーケティングとは経営学用語の一つ。開発された新製品を本格的に販売する以前に、限られた地域で少数に対して販売するということ。これが行われるのは消費者からの新製品に対する評価を収集するためのテストという意味合いが大きく、テスト・マーケティングでの評価が高かったならばその商品は広範囲で大規模に販売されるようになるということである。逆にテスト・マーケティングを行った結果の評価が良くなければその商品は広く販売されること無く、テスト・マーケティングで終わるというわけである。テスト・マーケティングを行えばリスクを減らすことができたり、今後のマーケティング活動に向けての計画を効果的、効率的に行えるようになるといったメリットが存在する。